# Кудрино (Некрасовский район)
Кудрино — деревня в Некрасовском районе Ярославской области. Входит в состав сельского поселения Красный Профинтерн. 

## География
Деревня Кудрино расположена на расстоянии 21 км к юго-западу от посёлка Красный Профинтерн и в 30 км к западу от районного центра Некрасовское (с учётом парома через Волгу). Ближайшие населённые пункты: Судищи, Кочевки, Юрьево и Михальцево. 
К северу от Кудрино протекает река Челгузия, к западу находится озеро Кудринское.

## Население
| 2007 | 2010 |
| ---- | ---- |
| 11   | ↘8   |

В 2002 году в деревне проживало 12 человек. 

### Национальный состав
Согласно результатам переписи 2002 года, в национальной структуре населения русские составляли 100 % от жителей.